# Ye Jianying
Ye Jianying, chino: 叶剑英| chino tradicional: 葉劍英| pinyin: Yè Jiànyīng| w: Yeh Chien-ying| jyutping: Yip Gim-ying; (* 1897 - 1986) fue un político comunista chino, general y Presidente del Comité Permanente de la Asamblea Popular Nacional de China de 1978 hasta 1983.

## Biografía
Nacido el 28 de abril de 1897, miembro de una rica familia hakka de comerciantes en el Condado Mei, Guangdong. Su nombre familiar fue Cāngbái ( chino:  沧 白 | chino tradicional: 沧 白}}). Después de graduarse de la Academia Militar de Yunnan en 1919, se unió a Sun Yat-sen y al Kuomintang (KMT). Enseñó en la Academia Militar de Whampoa y se unió al partido comunista en 1927. En 1927, participó en el fallido Levantamiento de Nanchang y se vio obligado a huir a Hong Kong con otros dos dirigentes comunistas de la revuelta, Zhou Enlai y Ye Ting (no relacionado con Ye Jianying). Aunque se opuso firmemente al Levantamiento de Guangzhou con otros comandantes militares, como Ye Ting en el mismo año, sin embargo, llevó a cabo fielmente sus deberes asignados en el levantamiento, que por supuesto terminó en un nuevo desastre, y una vez más, Ye fue obligado a huir a Hong Kong, al igual que otros líderes comunistas como Ye Ting y Nie Rongzhen. Sin embargo, Ye fue mucho más afortunado que Ye Ting, quien fue un chivo expiatorio del fracaso de la política Komintern y obligado a exiliarse, posteriormente, estudió ciencia militar en Moscú. 
Después de regresar a China en 1932 se unió a la Jiangxi Soviética. Se desempeñó como Jefe del Estado Mayor del Ejército del I Frente Zhang Guotao. Sin embargo, después de forzar la de Zhang se reunió con las fuerzas de  Mao Zedong durante el Larga Marcha, el plan de Comintern de dejar que le ayude Zhang Guotao se desvanecieron cuando Mao Zedong y Guotao Zhang no estuvieron de acuerdo sobre el próximo movimiento del Ejército rojo chino. Zhang se empeñó en convertir el sur como una nueva base en las regiones habitadas por tibetanos y las minorías Qiang Qiang, que después resultó ser un desastre. Zhang llegó a perder más del 75% de su fuerza y, finalmente, lo obligaron a regresar a la base comunista en Shaanxi, como Mao había señalado acertadamente la manera que debía hacerse. Como jefe de personal de Zhang Guotao, Ye se dio cuenta de que Mao tenía razón, pero no pudo convencer a Zhang a ir con el plan de Mao, y en lugar de apoyar a Zhang incondicionalmente como lo hizo durante el Levantamiento de Guangzhou, Ye se puso del lado de Mao Zedong al huir,  Mao estuvo en la sede del cuartel general de Zhang, teniendo los libros de todos los códigos y mapas con él. Como resultado, la comunicación de Zhang con el Comintern fue cortado, mientras que Mao había establecido el enlace de radio con la Internacional Comunista, por lo que se vio obligado a aceptar el liderazgo de Mao en el Partido Comunista de China. Mao nunca olvidará la contribución de Ye y en sus propias palabras, "Ye Jianying salvó el Partido (Comunista de China), el ejército (chino) de color rojo, y la revolución (china)".
Falleció el 22 de octubre de 1986.